# بيتر هانتينغتون
بيتر هانتينغتون (بالإنجليزية: Peter Huntington)‏ هو طبال بريطاني، ولد في 1973.